# Ercole Vaser
Ercole Vaser (27 de diciembre de 1860 – 20 de diciembre de 1918) fue un actor teatral y cinematográfico italiano activo en la época del cine mudo. 

## Biografía
Nacido en Turín, Italia, en el seno de una familia de actores de teatro en idioma piamontés. Su padre, Pietro, trabajó en la famosa compañía teatral de Giovanni Toselli, y su hermano menor fue el actor y director Ernesto Vaser. 
Siempre junto a su hermano, en el año 1906 estaba contratado por la compañía productora turinesa Ambrosio Film, a la cual dedicó la casi totalidad de su carrera cinematográfica, principalmente haciendo papeles de reparto en más de 40 film rodados hasta el año 1918.
Ercole Vaser falleció en 1918 en Turín.

## Selección de su filmografía
- Il diavolo zoppo, dirigida por Luigi Maggi (1909)
- Luigi XI, re di Francia, dirigida por Luigi Maggi (1909)
- Nerone, dirigida por Luigi Maggi (1909)
- Signori ladri, dirigida por Luigi Maggi (1909)
- I mille, dirigida por Alberto Degli Abbati (1911)
- Salambò, dirigida por Arturo Ambrosio (1911)
- La madre e la morte, dirigida por Arrigo Frusta (1912)
- Santarellina, dirigida por Mario Caserini (1912)
- Gli ultimi giorni di Pompei, dirigida por Mario Caserini y Eleuterio Rodolfi (1913)
- Noblesse oblige, dirigida por Marcello Dudovich (1918)
- Lagrime del popolo, dirigida por Mario Roncoroni (1918)